# 东吕关帝庙
东吕关帝庙位于中国山西省芮城县东垆乡东吕村。

## 保护
2016年6月6日，东吕关帝庙公布为第五批山西省文物保护单位，古建筑类，年代为清，编号5-110。	